# Scaphium macropodum

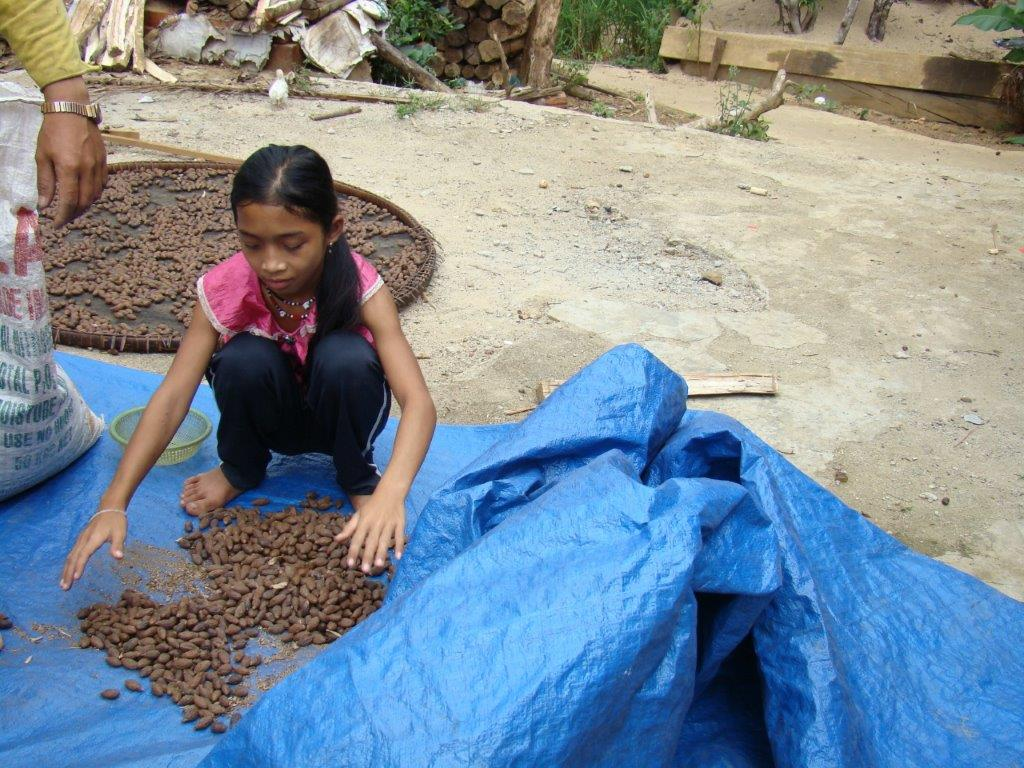
Samen zum Trocknen

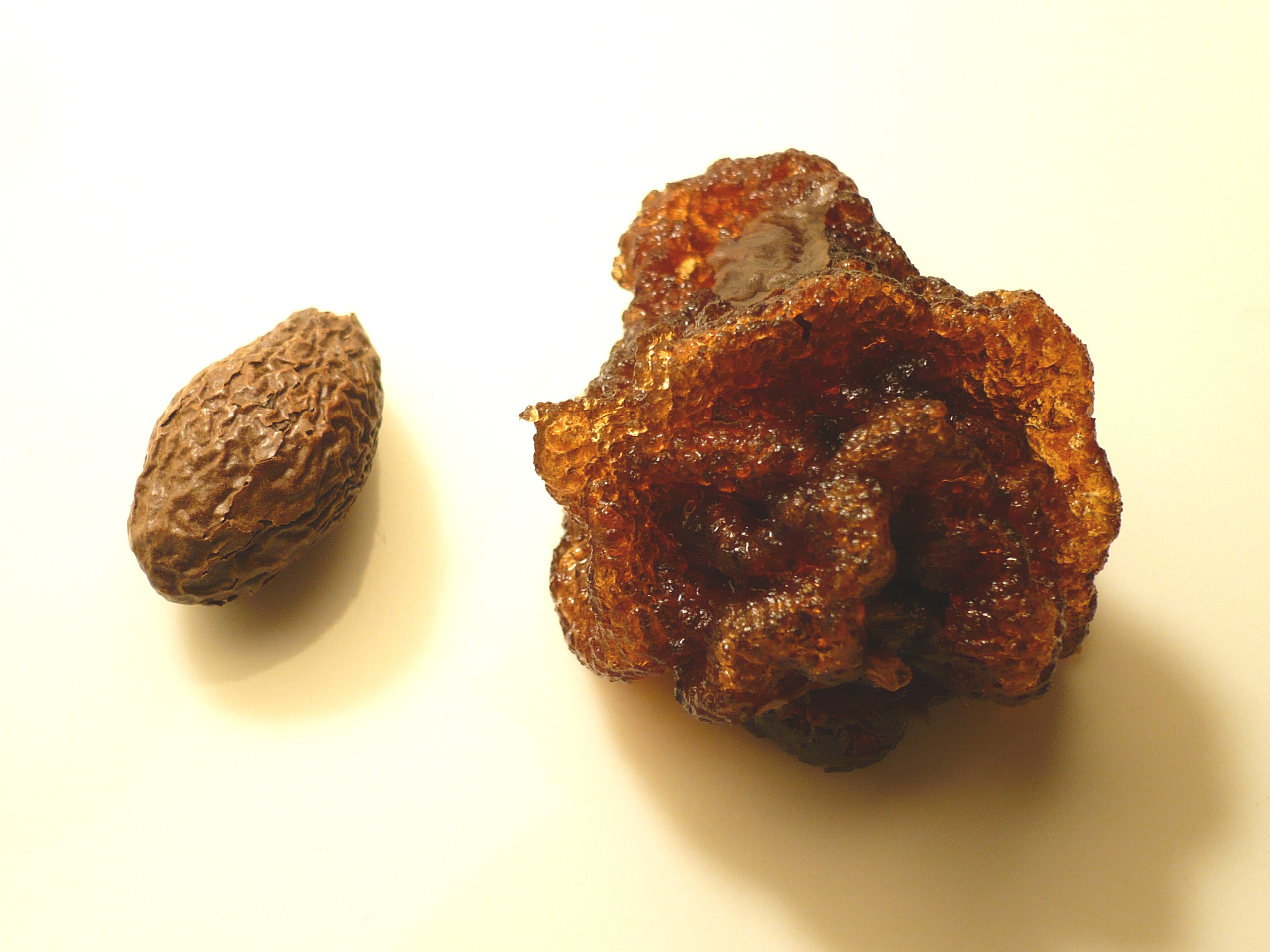
Samen mit aufgequollener, gelatinöser Samenschale

Scaphium macropodum ist ein Baum in der Familie der Sterkuliengewächse aus Südostasien, Malaysia, Borneo und Sumatra.
Die Art kann leicht mit der sehr ähnlichen Scaphium affine verwechselt werden. Scaphium affine kommt etwa nördlicher vor, hat etwas größere Samen, ledrige und dickere, oft leicht herzförmige Blätter sowie leicht andere Blüten, auch ist sie klarer einhäusig.

## Beschreibung

### Vegetative Merkmale
Scaphium macropodum wächst als meistens laubabwerfender Baum bis über 45 Meter hoch. Der Stammdurchmesser erreicht über 90 Zentimeter. Es werden manchmal höhere Brettwurzeln gebildet. Die gräuliche bis bräunliche, rissige Borke ist in kleinen Platten abblätternd.
Die einfachen und langstieligen Laubblätter sind wechselständig. Der lange und fast kahle Blattstiel ist bis über 25 Zentimeter lang und besitzt oben und unten Pulvini. Die lange und schwach behaarte Blattspreite ist leicht ledrig oder papierig und ganzrandig, sie ist bis zu 34 Zentimeter lang und eiförmig bis elliptisch sowie spitz bis zugespitzt mit spitzer bis abgerundeter Basis. In jüngeren Exemplaren ist die Spreite handförmig gelappt bis geschnitten mit längeren Blattstielen. Die Nervatur ist dreizählig. Die Nebenblätter sind abfallend.

### Generative Merkmale
Scaphium macropodum ist wahrscheinlich einhäusig monözisch, könnte aber auch zwittrig sein. Die Blüten erscheinen meist in der blattlosen Periode. Es werden end- oder achselständige, bis 20 Zentimeter lange und mehr oder weniger behaarte, meist eingeschlechtliche aber auch gemischte Rispen mit dichten Gruppen gebildet. Die duftenden, kleinen, weißen oder grünlich-weißen und gestielten, funktionell eingeschlechtlichen Blüten besitzen eine einfache und vier-, fünfteilige, kahle, einfache Blütenhülle. Die Kronblätter fehlen und der schmal becherförmige Kelch, mit ausladenden bis zurückgelegten Zipfeln, ist höchstens bis zur Hälfte geteilt. Es sind bis zu 10 kurze, fast sitzende Staubblätter vorhanden, die mit den (fast) freien, stark genäherten und dicht behaarten, bis zu 2–5 Fruchtblättern, mit jeweils kurzen Narbenästen mit minimalen Griffeln, in einem kurzen, leicht vorstehenden Androgynophor verwachsen sind. Die weiblichen Blüten besitzen Staminodien mit Antheroden und die männlichen Karpellodien (sterile Karpelle). Diese Stamin- und Kapellodien sind jeweils gut entwickelt.
Es werden meist einzelne oder paarige, bis 20 Zentimeter lange, meist kahle und meist einsamige, papierige Balgfrüchte gebildet, wobei der meist einzige, im Verhältnis kleine Samen am Grund sitzt. Die Früchte öffnen sich früh und der Samen (Nuss) hängt leicht heraus, die bootförmige Frucht erscheint nun wie ein großer, langer Flügel des Samens. Die bis etwa 2–2,5 Zentimeter langen, kahlen Samen sind ellipsoid. Sie besitzen eine Myxotesta, die Bedeutung dieser Schleimzellen in der Samenschale ist nicht eindeutig geklärt.

## Verwendung
Die eingeweichten Samen quellen auf und die gelatinöse Samenschale ist essbar (Kembang Semangkuk, -kok, Makjong). Sie wird meist vermischt in Getränken verwendet. Die Samen von verschiedenen Scaphium-Arten werden in gleicherweise verwendet.
Das helle, mittelschwere, mäßig beständige, aber gut behandelbare Holz wird für verschiedene Anwendungen genutzt.